# تلکام ایتالیا موبایل
تلکام ایتالیا موبایل (به انگلیسی: Telecom Italia Mobile) شرکت مخابرات ایتالیایی است، که وظیفه مدیریت بخش تلفن همراه شرکت تلکام ایتالیا را برعهده دارد. 
این شرکت، ارائه‌کننده خدماتی چون جی‌اس‌ام، سرعت داده افزایش یافته برای تحول جی‌اس‌ام، سامانه جهانی مخابرات سیار، پروژه مشارکتی نسل سوم شبکه تلفن همراه و اچ‌اس‌دی‌پی‌ای می‌باشد. 
شرکت تلکام ایتالیا موبایل در سال ۱۹۹۵ راه‌اندازی شد و در حال حاضر دامنه فعالیت‌های آن، در اروپا، به مرکزیت ایتالیا و آمریکای جنوبی به مرکزیت برزیل است. دفتر مرکزی این شرکت در شهر میلان، ایتالیا قرار دارد.